# أودونتوليت
الأودونتوليت (Odontolite) ويسمى أيضاً بفيروز العظام أو الفيروز المتحجز أو الفيروز الغربي، هو أُحفورة، عظم أو عاج الذي كان الاعتقاد السائد انه عدل بالفيروز أو معادن فوسفات شبيهه مثل الفيفيانيت.